# Tsuchiya Masanao
Tsuchiya Masanao est un nom japonais traditionnel ; le nom de famille (ou le nom d'école), Tsuchiya, précède donc le prénom (ou le nom d'artiste).
Tsuchiya Masanao (土屋 政直, 16 mars 1641-23 décembre 1722) est un daimyo de l'époque d'Edo. La famille de daimyos de Masanao descend de Minamoto Yasuuji (Seiwa-Genji). Les descendants de Tsuchiya (1585-1612) résident successivement à Kururi dans la province de Kazusa ; après 1669 au domaine de Tsuchiura dans la province de Hitachi ; après 1681 à Tanaka dans la province de Suruga ; puis, après 1688, de nouveau à Tsuchiura, Hitachi.   
Il est Kyoto shoshidai du shogunat Tokugawa du 19 octobre 1686 au 17 novembre 1687.

## Source de la traduction
- (en) Cet article est partiellement ou en totalité issu de l’article de Wikipédia en anglais intitulé « Tsuchiya Masanao » (voir la liste des auteurs).